# Ponapea
Ponapea, manji biljni rod iz porodice palmovki. Sastoji se od četyiri vrste sa Bismarckovog arhipelaga i Mikronezije.

## Etimologija
Rod je dobio ime po otoku Ponape (Pohnpei). (Dransfield, J., Uhl, N., Asmussen, C., Baker, W.J., Harley, M. i Lewis, C. 2008: Genera Palmarum.

## Biologija i ekologija
Nalazi se u kišnim šumama uz obale potoka na niskim nadmorskim visinama.

## Opis
Tri opisane vrste imaju vrlo različite endokarpe. Nadalje, Ponapea ledermanniana i P. hosinoi imaju kratke stožaste tučke, kraće od njihovih prašnika, dok P. palauensis ima tučke u obliku boce, poput onih koji se obično nalaze među drugim ptihospermatoidnim palmama.

## Koristi
Nije poznato
Rod je opisan u Bot. Jahrb. Syst. 59: 13 (1924)

## Vrste
1. Ponapea hentyi (Essig) C.Lewis & Zona
2. Ponapea hosinoi Kaneh.
3. Ponapea ledermanniana Becc.
4. Ponapea palauensis Kaneh.